# Groupes numérotés de la FIA
Les groupes numérotés de la FIA étaient présentés dans l'annexe J du règlement de la Fédération internationale de l'automobile (FIA – entité chargée de réguler les compétitions automobiles) de 1961 à 1982 ; ils définissaient différentes catégories de voitures de course.

## Chronologie
| Catégories    | 1954                       | 1955                       | 1956                       | 1957                       | 1958                       | 1959                       | 1960                       | 1961                       | 1962                       | 1963                       | 1964                       | 1965                       |
| ------------- | -------------------------- | -------------------------- | -------------------------- | -------------------------- | -------------------------- | -------------------------- | -------------------------- | -------------------------- | -------------------------- | -------------------------- | -------------------------- | -------------------------- |
| Catégories    | I. Tourisme                | I. Tourisme                | I. Tourisme                | I. Tourisme                | I. Tourisme                | I. Tourisme                | A. Tourisme                | A. Tourisme                | A. Tourisme                | A. Tourisme                | A. Tourisme                | A. Tourisme                |
| Catégories    | II. Sports                 | II. Sports                 | II. Sports                 | II. Sports                 | II. Grand tourisme         | II. Grand tourisme         | B. Grand tourisme          | B. Grand tourisme          | B. Grand tourisme          | B. Grand tourisme          | B. Grand tourisme          | B. Grand tourisme          |
| Catégories    | -                          | -                          | -                          | -                          | -                          | -                          | C. Sports                  | C. Sports                  | C. Sports                  | C. Sports                  | C. Sports                  | C. Sports                  |
| Groupe        | 1954                       | 1955                       | 1956                       | 1957                       | 1958                       | 1959                       | 1960                       | 1961                       | 1962                       | 1963                       | 1964                       | 1965                       |
| Groupe 1 (en) | Tourisme de série          | Tourisme de série          | Tourisme de série          | Tourisme de série          | Tourisme de série          | Tourisme de série          | Tourisme de série          | Tourisme de série          | Tourisme de série          | Tourisme de série          | Tourisme de série          | Tourisme de série          |
| Groupe 2 (en) | Grand tourisme de série    | Grand tourisme de série    | Grand tourisme de série    | Grand tourisme de série    | Tourisme de série modifiée | Tourisme de série modifiée | Tourisme de série modifiée | Tourisme de série modifiée | Tourisme de série modifiée | Tourisme de série modifiée | Tourisme de série modifiée | Tourisme de série modifiée |
| Groupe 3 (en) | Tourisme de série spéciale | Tourisme de série spéciale | Tourisme de série spéciale | Tourisme de série spéciale | Tourisme de série spéciale | Tourisme de série spéciale | Grand tourisme             | Grand tourisme             | Grand tourisme             | Grand tourisme             | Grand tourisme             | Grand tourisme             |
| Groupe 4 (en) | Série                      | Série                      | Série                      | Série                      | Grand tourisme de série    | Grand tourisme de série    | Sports                     | Sports                     | Sports                     | Sports                     | Sports                     | Sports                     |
| Groupe 5 (en) | International              | International              | International              | International              | GT de série modifiée       | GT de série modifiée       | -                          | -                          | -                          | -                          | -                          | -                          |
| Groupe 6 (en) | -                          | -                          | -                          | -                          | GT spéciales               | GT spéciales               | -                          | -                          | -                          | -                          | -                          | -                          |
| Sources, :    |                            |                            |                            |                            |                            |                            |                            |                            |                            |                            |                            |                            |

| Catégories                                                                                      | 1966                     | 1967                     | 1968                     | 1969                     | 1970                           | 1971                           | 1972                           | 1973                           | 1974                           | 1975                           | 1976                             | 1977                             | 1978                             | 1979                             | 1980                             | 1981                             |
| ----------------------------------------------------------------------------------------------- | ------------------------ | ------------------------ | ------------------------ | ------------------------ | ------------------------------ | ------------------------------ | ------------------------------ | ------------------------------ | ------------------------------ | ------------------------------ | -------------------------------- | -------------------------------- | -------------------------------- | -------------------------------- | -------------------------------- | -------------------------------- |
| Catégories                                                                                      | A. Production            |                          |                          |                          |                                |                                |                                |                                |                                |                                |                                  |                                  |                                  |                                  |                                  |                                  |
| Catégories                                                                                      | B. Spécial               | B. Spécial               | B. Spécial               | B. Spécial               | B. Expérimental                | B. Expérimental                | B. Expérimental                | B. Expérimental                | B. Expérimental                | B. Expérimental                | B. Voiture de course             | B. Voiture de course             | B. Voiture de course             | B. Voiture de course             | B. Voiture de course             | B. Voiture de course             |
| Catégories                                                                                      | C. Voiture de course     | C. Voiture de course     | C. Voiture de course     | C. Voiture de course     | C. Voiture de course           | C. Voiture de course           | C. Voiture de course           | C. Voiture de course           | C. Voiture de course           | C. Voiture de course           | -                                | -                                | -                                | -                                | -                                | -                                |
| Groupe                                                                                          | 1966                     | 1967                     | 1968                     | 1969                     | 1970                           | 1971                           | 1972                           | 1973                           | 1974                           | 1975                           | 1976                             | 1977                             | 1978                             | 1979                             | 1980                             | 1981                             |
| Groupe 1 (en)                                                                                   | Tourisme de série (5000) | Tourisme de série (5000) | Tourisme de série (5000) | Tourisme de série (5000) | Tourisme de série (5000)       | Tourisme de série (5000)       | Tourisme de série (5000)       | Tourisme de série (5000)       | Tourisme de série (5000)       | Tourisme de série (5000)       | Tourisme de série (5000)         | Tourisme de série (5000)         | Tourisme de série (5000)         | Tourisme de série (5000)         | Tourisme de série (5000)         | Tourisme de série (5000)         |
| Groupe 2 (en)                                                                                   | Tourisme (1000)          | Tourisme (1000)          | Tourisme (1000)          | Tourisme (1000)          | Tourisme spécial (1000)        | Tourisme spécial (1000)        | Tourisme spécial (1000)        | Tourisme spécial (1000)        | Tourisme spécial (1000)        | Tourisme spécial (1000)        | Tourisme spécial (1000)          | Tourisme spécial (1000)          | Tourisme spécial (1000)          | Tourisme spécial (1000)          | Tourisme spécial (1000)          | Tourisme spécial (1000)          |
| Groupe 3 (en)                                                                                   | Grand tourisme (500)     | Grand tourisme (500)     | Grand tourisme (500)     | Grand tourisme (500)     | Grand tourisme de série (1000) | Grand tourisme de série (1000) | Grand tourisme de série (1000) | Grand tourisme de série (1000) | Grand tourisme de série (1000) | Grand tourisme de série (1000) | Grand tourisme de série (1000)   | Grand tourisme de série (1000)   | Grand tourisme de série (1000)   | Grand tourisme de série (1000)   | Grand tourisme de série (1000)   | Grand tourisme de série (1000)   |
| Groupe 4 (en)                                                                                   | Sports (50/25)           | Sports (50/25)           | Sports (50/25)           | Sports (50/25)           | Grand tourisme spéciale (500)  | Grand tourisme spéciale (500)  | Grand tourisme spéciale (500)  | Grand tourisme spéciale (500)  | Grand tourisme spéciale (500)  | Grand tourisme spéciale (500)  | Grand tourisme (400)             | Grand tourisme (400)             | Grand tourisme (400)             | Grand tourisme (400)             | Grand tourisme (400)             | Grand tourisme (400)             |
| Groupe 5 (en)                                                                                   | Tourisme spéciale        | Tourisme spéciale        | Tourisme spéciale        | Tourisme spéciale        | Sports (50)                    | Sports (50)                    | Sports                         | Sports                         | Sports                         | Sports                         | Spéciale dérivée des groupes 1-4 | Spéciale dérivée des groupes 1-4 | Spéciale dérivée des groupes 1-4 | Spéciale dérivée des groupes 1-4 | Spéciale dérivée des groupes 1-4 | Spéciale dérivée des groupes 1-4 |
| Groupe 6 (en)                                                                                   | Sport-prototype          | Sport-prototype          | Sport-prototype          | Sport-prototype          | Sport-prototype                | Sport-prototype                | -                              | -                              | -                              | -                              | Biplace                          | Biplace                          | Biplace                          | Biplace                          | Biplace                          | Biplace                          |
| Groupe 7 (en)                                                                                   | Biplace                  | Biplace                  | Biplace                  | Biplace                  | Biplace                        | Biplace                        | Biplace                        | Biplace                        | Biplace                        | Biplace                        | Formule internationale           | Formule internationale           | Formule internationale           | Formule internationale           | Formule internationale           | Formule internationale           |
| Groupe 8                                                                                        | Formule                  | Formule                  | Formule                  | Formule                  | Formule                        | Formule                        | Formule internationale         | Formule internationale         | Formule internationale         | Formule internationale         | Formule libre                    | Formule libre                    | Formule libre                    | Formule libre                    | Formule libre                    | Formule libre                    |
| Groupe 9 (en)                                                                                   | Formule libre            | Formule libre            | Formule libre            | Formule libre            | Formule libre                  | Formule libre                  | Formule libre                  | Formule libre                  | Formule libre                  | Formule libre                  | -                                | -                                | -                                | -                                | -                                | -                                |
| Sources, : Note: Spéciale peut être remplacé par Compétition dans certains documents officiels. |                          |                          |                          |                          |                                |                                |                                |                                |                                |                                |                                  |                                  |                                  |                                  |                                  |                                  |

## Évolutions de l'annexe J

### 1961 à 1968
En 1961, l'annexe J du règlement de la FIA stipule les déclinaisons de groupes suivants :
Catégorie A – Tourisme
- Groupe 1 : Voitures de Tourisme de Série
- Groupe 2 : Voitures de Tourisme de Série évoluées

Catégorie B - Grand Tourisme
- Groupe 3 : Voiture de Grand Tourisme

Catégorie C - Voitures de Sport
- Groupe 4 : Voitures de Sport

L'annexe J de l'année 1965 n'apporte pas de changement à cet ordre.

### 1969 à 1970
En 1969, l'annexe J du règlement FIA donne une précision quant aux nombres minimum de voitures devant être construites en douze mois consécutifs. En voici un rappel :
Catégorie A - Voitures de production homologuées
- Groupe 1 : Voitures de Tourisme de Série (5 000 exemplaires)
- Groupe 2 : Voitures de Tourisme (1 000 exemplaires)
- Groupe 3 : Voitures de Grand Tourisme (500 exemplaires)
- Groupe 4 : Voitures de Sport (25 exemplaires)

Catégorie B - Voitures spéciales
- Groupe 5 : Voitures de tourisme spéciales
- Groupe 6 : Voitures de sport-prototypes

Catégorie C - Voitures de course
- Groupe 7 : Voitures de course biplaces
- Groupe 8 : Voitures de course de formule
- Groupe 9 : Voitures de course libre

En 1970, la FIA instaure de nouvelles mesures pour certains types de véhicules.

### 1971 à 1975
En 1971, le groupe 2 est renommé « Voitures de tourisme spéciales » et le groupe 4 « Voitures de grand tourisme spéciales ». Le groupe 5 fait dorénavant partie de la catégorie A. La dénomination de la catégorie B devient « Voitures de compétition expérimentales ».
En 1975, les catégories 8 et 9 seront renommées respectivement en « Voitures de formule Internationale » et « Voitures de formule libre ». De plus le groupe 6 est supprimé et la catégorie B contient maintenant le Groupe 5 seulement.
Soit pour récapitulatif en 1975 :
Catégorie A - Voitures de production homologuées
- Groupe 1 : Voitures de Tourisme de Série (5 000 exemplaires)
- Groupe 2 : Voitures de Tourisme spéciales (1 000 ex.)
- Groupe 3 : Voitures de Grand Tourisme de Série (1 000 ex.)
- Groupe 4 : Voitures de Grand Tourisme spéciales (500 ex.)

Catégorie B - Voitures de compétition expérimentales
- Groupe 5 : Voitures de sport

Catégorie C - Voitures de course
- Groupe 7 : Voitures de course biplaces
- Groupe 8 : Voitures de formule Internationale F1, F2, F3
- Groupe 9 : Voitures de formule libre

## Le remplacement progressif de ces groupes
Le remplacement de ces catégories est annoncé le 1er janvier 1978 aux constructeurs. Ceux-ci sont officiellement informés qu'ils disposent de cinq années pour concevoir et préparer de nouveaux véhicules en adéquations avec les futurs groupes et ce dès le 1er janvier 1983.
- Groupe N : voitures de production (remplaçant du groupe 1)
- Groupe A : voitures de tourisme modifiées (remplaçant du groupe 2)
- Groupe B : voitures de grand tourisme modifiées (remplaçant des groupes 4 et 5)
- Groupe C : voitures de sport-prototypes (remplaçant des groupes 5 et 6)
- Groupe D (en) : voitures de course de Formule internationale (remplaçant des groupes 7)
- Groupe E (en) : voitures de course Formule libre (remplaçant des groupes 8)
- Groupe F : camions de course

## Classification actuelle
Catégorie I : Voitures de série
- Groupe N : voitures de Production
- Groupe A : voitures de Tourisme
- Groupe R : voitures de Tourisme ou de Grande Production de Série
- Groupe E-I (en) : voitures de Course de Formule Libre
- Groupe T2 (en)

Catégorie II : Voitures de compétition
- Groupe R-GTR-GT : voitures GT de Production
- Groupe Rally1
- Groupe GT3 : voitures de Grand Tourisme de Coupe
- Groupe CN (en) : voitures de Sport-Production
- Groupe E-II (en) : voitures de Course de Formule Libre
- Groupe T1 (en)
- Groupe T3 (en)
- Groupe T4 (en)

Catégorie III : Camions
- Groupe F : camions de Course
- Groupe T5 (en)